# Supíkovice
Supíkovice (en allemand : Saubsdorf) est une commune du district de Jeseník, dans la région d'Olomouc, en République tchèque. Sa population s'élevait à 672 habitants en 2020.

## Géographie
Supíkovice se trouve près de la frontière avec la Pologne, à 10 km au nord-nord-est de Jeseník, à 79 km au nord d'Olomouc et à 203 km à l'est-nord-est de Prague.
La commune est limitée par Velké Kunětice au nord, par Hradec-Nová Ves à l'est, par Písečná au sud, et par Česká Ves et Stará Červená Voda à l'ouest.

## Histoire
La première mention écrite du village date de 1284.